# Kutasari (Cipari)
Kutasari is een bestuurslaag in het regentschap Cilacap van de provincie Midden-Java, Indonesië. Kutasari telt 5147 inwoners (volkstelling 2010).